# Cantón de Nesle
El cantón de Nesle era una división administrativa francesa, que estaba situada en el departamento de Somme y la región de Picardía.

## Composición
El cantón estaba formado por veintiuna comunas:
- Béthencourt-sur-Somme
- Buverchy
- Cizancourt
- Épénancourt
- Falvy
- Grécourt
- Hombleux
- Languevoisin-Quiquery
- Licourt
- Marchélepot
- Mesnil-Saint-Nicaise
- Misery
- Morchain
- Nesle
- Pargny
- Pertain
- Potte
- Rouy-le-Grand
- Rouy-le-Petit
- Saint-Christ-Briost
- Voyennes

## Supresión del cantón de Nesle
En aplicación del Decreto n.º 2014-263 de 26 de febrero de 2014, el cantón de Nesle fue suprimido el 22 de marzo de 2015 y sus 21 comunas pasaron a formar parte del nuevo cantón de Ham.